# Ardašir II.
Ardašir II. († 383.) je bio Veliki kralj Perzije iz dinastije Sasanida (379. – 383.)
Ardašir je vjerojatno bio brat ili polubrat Šapura II. kojega je i naslijedio na prijestolju. Prije toga je Ardašir bio kralj u jednoj državi ovisnoj o Perziji (Adiabene); gdje je vjerojatno držao obranu u ratu Šapura II. protiv rimskoga cara Julijana Apostate godine 363. 
Izvori ne izvješćuju gotovo ništa o njegovoj vladavini. Armenija je u doba njegove vladavine ponovo postala perzijski protektorat što je izazvalo napete odnose s Rimom. Iz doba njegove vladavine postoji reljef kod Taq-e-Bostana, gdje je prikazan zajedno s Ahura Mazdom i Mitrom što je jedinstven slučaj jer u Iranu nije poznat nijedan drugi reljef koji prikazuje boga Mitru. 

## Vanjske poveznice
- Reljefi kod Taq-e Bostana  Arhivirana inačica izvorne stranice od 7. siječnja 2007. (Wayback Machine)

| Prethodnik:             | Veliki kralj Perzije (379. - 383.) | Nasljednik:              |
| Šapur II. (309. - 379.) | Veliki kralj Perzije (379. - 383.) | Šapur III. (383. - 388.) |